# Sarri, Sarri
«Sarri, Sarri» es una canción en euskera del grupo vasco Kortatu, la composición más célebre de estos. La letra es de los hermanos Lurdes y Josu Landa sobre la música de «Chatty Chatty», del grupo jamaicano Toots and the Maytals, compuesta por Frederick «Toots» Hibbert. En la canción también colaboró Ruper Ordorika, quien años más tarde realizaría una nueva versión de la canción de Kortatu.
La letra fue escrita en 1985 a raíz de la fuga de la prisión de Martutene (San Sebastián), el 7 de julio de ese año, de dos presos condenados por su pertenencia a ETA, escondidos en sendos altavoces tras un concierto del cantante Imanol Larzabal. Se trataba de Iñaki Pikabea, Piti, y de Joseba Sarrionandia, Sarri, este último escritor de renombre en el campo de la literatura vasca, cuyo apodo da título a la canción.
Grabaron la canción en agosto en los estudios Tsunami de San Sebastián, junto con el resto de temas de su disco Kortatu, que la discográfica Soñua publicó antes de acabar el año.
La letra de la canción fue esgrimida casi veinte años más tarde por la Asociación Víctimas del Terrorismo para promover un boicot a Fermin Muguruza, cantante de Kortatu y coautor de la canción, al que también denunció por tocar en varios conciertos la canción.
En febrero de 2022, tras su regreso de su exilio en Cuba, Joseba Sarrionandia visitó junto con Fermin Muguruza el bar en el que se grabó el videoclip de la canción.